# Michel Dallaire (écrivain)
Pour les articles homonymes, voir Dallaire.
Michel Dallaire, né en 1957 à Hawkesbury (Ontario) et mort à Sudbury (Ontario) le 24 avril 2017, est un écrivain et éditeur franco-ontarien.

## Biographie
Né dans l'Est de l'Ontario, Michel Dallaire passe son adolescence à Manitouwadge (en). Il s'établit à Sudbury en 1977. Il publie son premier recueil de poésie en 1981. Il écrit une quinzaine d'ouvrages, dont plusieurs romans, recueils de nouvelles trois recueils de poésie. Il écrit les paroles de plusieurs chansons notamment pour Stef Paquette, Chuck Labelle, David Poulin, Serge Monette, Paul Demers et Cindy Doire. Il publie également des textes dans plusieurs revues franco-ontariennes, québécoises, françaises et béninoises.
Michel Dallaire est l'un des fondateurs des Éditions Prise de parole et participe au collectif de poésie à l’Université Laurentienne en 1981. Comme éditeur, il développe la publication de prose de la littérature franco-ontarienne avec des auteurs comme Marguerite Andersen, Hélène Brodeur et Paul-François Sylvestre. Il publie un premier roman, L’œil interrompu en 1985, devenant rapidement un auteur majeur en Ontario français. La musicalité de sa poésie l'amène à embrasser également la tâche de parolier. Il œuvre au Théâtre du Nouvel-Ontario. En 1984, dans Prise de positions, il appelle avec Gaston Tremblay à l'élargissement de la littérature franco-ontarienne aux grandes villes anglophones de Toronto et d'Ottawa. Il contribue à l'essor de plusieurs auteurs franco-ontariens comme Daniel Groleau Landry, Daniel Aubin et Éric Charlebois.

## Œuvres
Roman
- 1985 - L’œil interrompu, Prise de parole
- 1992 - Terrains vagues, VLB éditeur
- 2000 - L’Enfant de tout à l’heure, L'Interligne
- 2010 - Pendant que l’Autre en moi t’écoute, L'Interligne
- 2014 - Violoncelle pour lune d'automne, L'Interligne

Nouvelles
- 1995 - Dans ma grande maison folle, Prise de parole

Poésie
- 1981 - Regards dans l’eau, Prise de parole
- 1990 - Cinéma muet, Prise de parole
- 2001 - le pays intime, Prise de parole
- 2013 - Dégainer, L'Interligne
- 2016 - Le souffle des dragons, L'Interligne
- 2016 - nomadismes, avec Aziza Rahmouni, Prise de parole

Essai
- 1984 - Prise de positions, avec Gaston Tremblay, revue Rauque

## Prix et distinctions
- 1992 - Prix Jacques-Poirier
- 2001 - Trille d'or
- 2015 - Prix Trillium, Prix Christine Dumitriu-van-Saanen